# Napsbury
Napsbury – wieś w Anglii, w hrabstwie Hertfordshire, w dystrykcie St Albans. Leży 18 km na południowy zachód od miasta Hertford i 28 km na północny zachód od centrum Londynu.